# برج کمبل میتون
برج کمبل میتون (انگلیسی: Campbell Mithun Tower) برجی ۴۱ طبقه واقع در مینیاپولیس مینه‌سوتا است. این ساختمان پنجمین ساختمان از لحاظ ارتفاع در مینیاپولیس است.